# Kumka IV
Kumka IV – jacht żaglowy zaprojektowany przez Tadeusza Sołtyka, zbudowany w 1937 roku. Jacht miał konstrukcję spawaną z blach i kształtowników stalowych, co było nowatorstwem w czasach budowy.

## Historia jachtu
Inżynier Sołtyk projektował samoloty, bojery i jachty. W 1937 roku projektował jacht, który miał być szybki, a przy tym prosty i tani w budowie. Zdecydował się na konstrukcję spawaną z blach stalowych, jako mniej pracochłonną niż konstrukcja nitowana, powszechnie w tamtych czasach stosowana przy budowie jednostek pływających.
Całkowity koszt budowy i wyposażenia jachtu wyniósł około 6500 złotych. Kadłub jachtu wykonano w Warszawie, w warsztacie Zglińskiego, Glazury i Sieradzkiego. Po wyposażeniu Tadeusz Sołtyk spłynął Wisłą, a następnie, do sierpnia 1939 roku, jacht był używany na Bałtyku. 
W czasie wojny jacht zajęli Niemcy i używali pod nazwą „Elektra”. Niektóre źródła podają, że prowadzono na nim próby ze zdalnym sterowaniem. W 1945 roku kadłub jachtu został uszkodzony w czasie wysadzania falochronu w gdyńskim porcie jachtowym.
W 1948 roku kadłub został kupiony przez Zbigniewa Milewskiego, naprawiony i wyposażony. Pod nazwą „Smyk” używany do rejsów po Bałtyku do roku 1950. Z powodu kłopotów administracyjnych (żeglarstwo morskie było praktycznie zakazane), jacht sprzedano na Wielkie Jeziora Mazurskie, gdzie był eksploatowany przez jakiś czas, po czym zniknął i został zapomniany.

## Odnalezienie i konserwacja
W 2001 roku jeden z pracowników Centralnego Muzeum Morskiego odnalazł jacht w szopie w Białymstoku. Jacht nie nadawał się już do użytku z powodu skorodowania i zniszczenia dużych fragmentów poszycia. Ówcześni właściciele podarowali jacht do Muzeum Wisły w Tczewie. W porozumieniu z Tadeuszem Sołtykiem podjęto decyzję o odrestaurowaniu jachtu. 
W 2003 roku w Stoczni Żuławy w Piaskowcu rozpoczęto remont. Skorodowane fragmenty konstrukcji zostały wycięte i wspawano nowe, stosując taką samą technikę, jak przy budowie w roku 1937. Wykonano i zamontowano bulaje, knagi i listwę wokół pokładu. Pokład przykryto tkaniną jutową i pomalowano. Odtworzono płetwę balastową i ster. Prace rekonstrukcyjne stocznia wykonała nieodpłatnie, a Tadeusz Sołtyk był konsultantem w czasie odbudowy.
Następnym etapem była konserwacja i rekonstrukcja elementów drewnianych, prowadzona na terenie Muzeum Wisły przez pracowników Działu Konserwacji Muzeum. Zrekonstruowano włazy, handrelingi, greting (podłogę) kokpitu, ławki i oparcia w kokpicie, listwę mocującą worki jutowe do pokładu oraz odbojnice. Po tym etapie kadłub „Kumki” był przechowywany w magazynach Muzeum Wisły do roku 2014.
W 2014 roku w zakładzie szkutniczym Complex Jacht w Pucku przeprowadzono drobne prace odświeżające i konserwujące. Od 2016 roku jacht stanowi część ekspozycji w Centrum Konserwacji Wraków Statków w Tczewie, oddziale Narodowego Muzeum Morskiego.

## Informacje techniczne
Kadłub jachtu wykonano z blachy stalowej o grubości 2 mm, łączonej przez spawanie gazowe. Budowę prowadzono metodą skorupową, czyli na nadającym kształt szkielecie montażowym ułożono blachy i zespawano je, a następnie od wewnątrz wspawano wręgi. Wręgi wykonane były ze stalowego kątownika, spawanego do poszycia krawędzią jednego z ramion. Takie ułożenie zapewniało odpowiednią sztywność, a także dostęp do całego wręgu i poszycia, co ułatwiało konserwację i zapobieganie korozji.
W dziobowej części kadłuba znajdował się magazynek bosmański i kingston. Oddzielony od reszty pomieszczeń grodzią wodoszczelną, pełnił rolę komory zderzeniowej. Kabina na śródokręciu mieściła dwie koje, pod którymi znajdowały się bakisty na prowiant i wodę. Na rufie znajdowała się druga dwuosobowa kabina. Między nimi dwie szafy, mieszczące kambuz oraz garderobę.
Jacht ożaglony został jako slup bermudzki o powierzchni ożaglowania 30 m². Kadłub ma długość całkowitą 8,08 m, szerokość 2,3 m i zanurzenie 1,45 m. Zanurzenie można zmniejszyć przez łatwy demontaż bulbkilu.